# Sorgenia
Sorgenia SpA è un'azienda che opera nel mercato libero dell'energia elettrica e del gas naturale, con oltre 980.000 utenze servite su tutto il territorio nazionale. Dispone, con controllo diretto e indiretto, di impianti di generazione elettrica per circa 3.600 MW di potenza installata ed è uno dei maggiori operatori italiani nella commercializzazione di elettricità e gas naturale.
La costituzione della società è del luglio 1999, lo stesso anno della liberalizzazione del mercato elettrico per effetto del D.Lgs. 79/99 (noto come "Decreto Bersani"), che ha gradualmente esteso la possibilità di scegliere fornitore elettrico a fasce sempre più consistenti di consumatori, a partire dalle aziende dai consumi maggiori. La liberalizzazione del mercato del gas naturale, invece, risale al 2000, con il D.Lgs. 164/00 (noto come "Decreto Letta") e ha subito coinvolto tutti i consumatori.
Dall'ottobre 2020 è sotto il controllo di F2i, il Fondo infrastrutturale italiano.

## Storia

### Gli inizi
La società nacque nel 1999 come Energia SpA, in seguito al Decreto Bersani sulla liberalizzazione dell'energia elettrica. Faceva parte della galassia CIR-De Benedetti che deteneva il 73,4% del capitale attraverso Energia Holding, mentre il restante 26,6% era posseduto dal gruppo energetico austriaco Verbund (controllato con il 51% dallo Stato austriaco).
Nel 2000 la società avviò la fornitura di energia elettrica ai primi clienti industriali e tre anni dopo anche quella di gas dalla Libia tramite il gasdotto Green Stream. Nel 2003 il business energetico, con 808 milioni di euro di fatturato contro i 574 dell'anno precedente, rappresentava ormai un terzo dei ricavi del gruppo CIR.
Nei primi anni 2000 portò avanti i progetti greenfield relativi alle centrali elettriche a ciclo combinato alimentate a gas naturale di Termoli (CB), Modugno (Bari), Aprilia (Latina), Bertonico-Turano Lodigiano (Lodi) e dal 2005 cominciò anche ad operare nel settore eolico. Nello stesso anno, a seguito dell’abbassamento delle soglie di consumo per accedere al mercato libero dell’energia, Energia Spa allargò la sua offerta anche ai possessori di partita Iva.

### La nascita di Sorgenia
Nel luglio 2006 Energia SpA cambiò nome diventando Sorgenia SpA, il cui maggiore azionista rimase la CIR di De Benedetti. Nel primo trimestre di quell'anno il fatturato di Energia era di 454,5 milioni di euro ma il Mol (margine operativo lordo) era negativo per 1,2 milioni contro quello positivo di 7,5 milioni del corrispondente periodo del 2005, i ricavi netti passarono da un +3,8 milioni del 2015 ad un -3,9 milioni, l'indebitamento netto salì da 429 a 491 milioni.
Negli anni successivi venne ultimata la costruzione delle diverse centrali elettriche a ciclo combinato di proprietà del Gruppo. Nel 2006 entrò in funzione quella di Termoli (CB) e tra il 2010 e il 2012 quelle di Modugno (BA), Bertonico-Turano Lodigiano e Aprilia (LT).
A luglio 2011 fu inoltre costituita Sorgenia Green, società dedicata alla produzione di energia esclusivamente da fonti rinnovabili, e allargata l’offerta con soluzioni anche per i clienti residenziali in aggiunta a quelle dedicate alle imprese, dopo la definitiva apertura del mercato anche ai clienti privati.

### La crisi e il rischio fallimento
La crisi economica del 2012 colpì in particolare le utility tradizionali come Sorgenia, che producevano energia elettrica usando il gas come combustibile. Inoltre l’azienda stava affrontando un periodo di decisi investimenti per la realizzazione delle sue centrali a ciclo combinato, l’acquisizione di parchi eolici in Francia e ulteriori spese nel settore delle rinnovabili.
Lo sviluppo della società subì un deciso rallentamento, chiudendo il bilancio 2013 in perdita e con una crescita dell'indebitamento fino a 1,8 miliardi di euro nei confronti di 21 banche. La principale banca creditrice fu Mps che da sola si fece carico di  600 milioni. Data la situazione di pesante passivo, i De Benedetti scelsero di non ricapitalizzare la società come avevano invece richiesto le banche, ma a dicembre 2013 fu presentato un accordo di moratoria (standstill) con gli istituti finanziatori e avviato un processo di ristrutturazione con un aumento di capitale sottoscritto solo dalle banche, oltre ad un nuovo piano industriale.
In questo modo, Sorgenia passò sotto il controllo delle banche creditrici che avevano convertito l'esposizione creditizia in azioni. Mps divenne quindi il principale azionista di Sorgenia con il 22% del capitale, mentre le altre banche coinvolte furono Ubi Banca con il 18%, Banco Popolare con l'11,5%, Intesa Sanpaolo e UniCredit entrambe con il 10% e Bpm con il 9%.
CIR e Verbund cedettero tutte le loro quote della società, ma ottennero un accordo con le banche per ricevere il 10% della eventuale plusvalenza generata dalla cessione della società risanata.
A giugno 2014 Sorgenia annunciò l’intenzione di riposizionarsi come azienda focalizzata sul mercato B2B, poi resa effettiva con il processo di ristrutturazione societaria del 2015.

### La riorganizzazione societaria
Con la nomina del nuovo Consiglio di Amministrazione a marzo 2015, venne dato il via libera ad un aumento di capitale da 397,5 milioni di Euro, interamente sottoscritto da Nuova Sorgenia Holding, la società costituita dalle banche finanziatrici, che aveva il controllo del 99,97% di Sorgenia Spa, mentre il restante 0,03% era detenuto da Mps.
Nel 2016 Sorgenia chiuse con un fatturato di 1,5 miliardi di euro (+13,9%) e un utile di 14,5 milioni, mentre l'indebitamento era sceso a 882,6 milioni.
In un’intervista rilasciata all'inizio del 2017 a Libero Quotidiano, il presidente di Sorgenia, Chicco Testa, dichiarò che la nuova azienda non aveva più niente a che fare con la precedente gestione, né da un punto di vista azionario né di management, e che era in grado di pagare i debiti. Nel 2016 la società riuscì infatti a restituire alle banche creditrici circa 100 milioni e ulteriori 340 milioni l’anno successivo. A maggio 2017, durante la presentazione della nuova campagna pubblicitaria con come testimonial Bebe Vio, il presidente Testa ribadì che la nuova Sorgenia era in grado di ripagare i debiti.
Sorgenia decise in quegli anni di ritornare anche sul mercato residenziale con un’offerta per l’energia elettrica e il gas totalmente digitale.
A luglio 2017 fu stipulato un nuovo accordo di ristrutturazione del debito con le banche con l'estensione fino al 2027 del piano di ripagamento del debito.
Nel marzo 2019 Sorgenia ha acquisito il 100% di Universal Sun, società bergamasca specializzata in soluzioni per l’efficienza energetica e la produzione di energia da fonti rinnovabili, rinominata Sorgenia Green Solutions nel giugno 2020.

### Sotto il controllo di F2i
Nel dicembre 2019 Sorgenia viene acquisita da F2i-Asterion, joint venture con il fondo d'investimento spagnolo.  Il closing perfezionato il 6 ottobre 2020. La totalità delle azioni è detenuta dal veicolo societario Zaffiro. Con il nuovo azionariato si apre un nuovo capitolo industriale per Sorgenia che nell’ultimo quinquennio ha risanato la propria struttura finanziaria..
Nel giugno 2021, dopo l'incorporazione di Zaffiro, F2i diventa primo azionista di Sorgenia con il 72,4%, Asterion Industrial Partners ha il 27,6%.

## Sorgenia: ambiti di attività
Sia nel comparto elettrico sia in quello del gas naturale, Sorgenia opera nelle fasi della generazione elettrica, dell'importazione di elettricità e di gas, dell'attività sui mercati all'ingrosso e della vendita ai clienti finali.
Non opera invece negli ambiti del Trasporto, della Distribuzione e dello Stoccaggio, per legge regolati dall'Autorità (ARERA).
Dal 2020 Sorgenia è entrata anche nel mercato della connessione internet tramite fibra ultraveloce.

### Produzione di energia elettrica e compravendita all'ingrosso
Nel corso degli anni, Sorgenia ha realizzato il proprio parco di generazione elettrica tramite la costruzione ex novo di centrali termoelettriche a ciclo combinato a gas naturale.  Di queste, la prima a entrare in funzione è stata quella di Termoli (CB), a regime dal 2006, seguita da quelle di Modugno (BA) nel 2010, Bertonico-Turano Lodigiano nel 2011 e Aprilia (LT) nel 2012, per un totale di circa 3.200 MW di potenza installata.
Nel 2003 Sorgenia ha partecipato all'acquisizione della ex genco (generation company) Tirreno Power di Enel, di cui detiene una quota del 50%, tramite Energia Italiana; l'altro 50% è di proprietà di Engie. Tirreno Power dispone di 18 impianti idroelettrici e tre centrali a gas naturale a Torre Valdaliga Sud, Vado Ligure e Napoli per circa 2,5 GW totali.
Nel 2020, con il passaggio sotto il controllo di F2i-Asterion, Sorgenia ha acquisito la società San Marco Bioenergie (ora Sorgenia Bioenergie), con 68 MW installati nella produzione di energia da biomasse, e 7 impianti eolici da altre società, per ulteriori 282 MW, raggiungendo un totale di 4,7 GW di potenza installata.
Completa il panorama la partecipazione ai principali mercati europei e alle principali Borse Elettriche, tra le quali l'IPEX, il marketplace telematico italiano per lo scambio "all'ingrosso" di energia.

### Approvvigionamento di gas naturale
Per uso diretto nelle proprie centrali a ciclo combinato e per la commercializzazione ai clienti finali, Sorgenia si approvvigiona di gas naturale tramite contratti su base bilaterale e attraverso la partecipazione al Punto di Scambio Virtuale (PSV), l'hub italiano di scambio tra gli operatori del settore, e ai principali hub europei. In joint venture paritetica con la società Iren, Sorgenia controlla inoltre il 35,4% di LNG Med Gas Terminal, società che il 17 settembre 2008 ha ottenuto decreto di compatibilità ambientale per la realizzazione di un terminale di rigassificazione a Gioia Tauro (RC), per il quale il 14 febbraio 2012 è stato firmato il decreto interministeriale che ne autorizza la realizzazione e l'esercizio (pubblicato in Gazzetta Ufficiale il 17 marzo 2012). Il rigassificatore è stato autorizzato per una capacità complessiva massima di circa 12 miliardi di metri cubi.

### Vendita e fornitura di elettricità e gas naturale
Sorgenia è tra gli operatori nazionali del mercato libero dell'energia, con oltre 600.000 clienti su tutto il territorio nazionale, 4,2 miliardi di kWh venduti e 189 milioni di metri cubi di gas gestiti nel 2023.
Dal 2014, l'azienda ha scelto di focalizzare la propria strategia commerciale prevalentemente verso le imprese di tutte le dimensioni. Nel luglio 2016, l'azienda è ritornata sul mercato residenziale con una soluzione interamente digitale.
Collaborando con alcune Associazioni dei Consumatori, nel 2011 Sorgenia ha pubblicato un Manuale per il Consumatore, prendendo spunto anche dagli indirizzi dell'autorità garante della concorrenza e del mercato e dell'Autorità per l'Energia Elettrica e il Gas. A ottobre 2012, l'azienda ha presentato la prima edizione della propria Carta della qualità dei servizi
e nel dicembre 2012 ha siglato con Edison un Protocollo di autoregolazione condiviso con le associazioni dei consumatori per prevenire il fenomeno delle attivazioni non richieste.
Nel 2015, insieme a Edison e ad Engie, Sorgenia ha presentato il Manifesto per l'Energia del Futuro, cui hanno aderito successivamente anche E.ON e cinque associazioni di consumatori 
Tramite Sorgenia Green Solutions, offre anche soluzioni per l’efficienza energetica e la produzione di energia da fonti rinnovabili. A febbraio 2022 Sorgenia ha inoltre inaugurato a Turano Lodigiano la prima comunità energetica rinnovabile (REC) in Lombardia, che produrrà circa 50.000 kWh di energia all’anno, grazie a due impianti fotovoltaici di potenza complessiva pari a 45 kW.

### Internet service provider
Dal 2020, Sorgenia vende in abbinamento ai servizi energetici anche connessioni in fibra ottica (FTTH) su rete Open Fiber (anche nelle aree bianche a fallimento di mercato tramite il progetto BUL di Infratel Italia).

## Dati economici
Nel 2024 i ricavi sono stati 3,8 miliardi di euro con un EBITDA di 302,4 milioni ma una perdita di 26,8 milioni. L'indebitamento finanziario è sceso ulteriormente a 352,3 milioni, rispetto ad un patrimonio netto di Gruppo di 958 milioni.

## Centrali elettriche
Centrali di proprietà
- 4 impianti a ciclo combinato a gas naturale (3.200 MW complessivi)[14][15]
- 7 impianti eolici (300 MW complessivi)[56][58]
- 3 impianti a biomassa (70 MW complessivi)[58]
- 1 impianto fotovoltaico (32 MW)

Centrali di Tirreno Power (società partecipata al 50%)
- 3 impianti a ciclo combinato a gas naturale (2.400 MW complessivi)
- 18 impianti idroelettrici (75 MW complessivi)